# 三重県特別支援学校一覧
三重県特別支援学校一覧（みえけんとくべつしえんがっこういちらん）は、三重県の特別支援学校の一覧。

## 国立特別支援学校
津市
- 三重大学教育学部附属特別支援学校（知的障害）

## 公立特別支援学校

### 津市
- 三重県立稲葉特別支援学校（知的障害）
- 三重県立城山特別支援学校（肢体不自由）
- 三重県立かがやき特別支援学校（病弱）
- 三重県立盲学校（視覚障害）
- 三重県立聾学校（聴覚障害）

### 桑名市
- 三重県立くわな特別支援学校（知的障害）

### 四日市市
- 三重県立特別支援学校西日野にじ学園（知的障害）
- 三重県立特別支援学校北勢きらら学園（肢体不自由）

### 鈴鹿市
- 三重県立杉の子特別支援学校（病弱）
  - 三重県立杉の子特別支援学校石薬師分校（知的障害）

### 名張市
- 三重県立特別支援学校伊賀つばさ学園（知的障害・肢体不自由）

### 松阪市
- 三重県立松阪あゆみ特別支援学校（知的障害）[1]

### 熊野市
- 三重県立特別支援学校東紀州くろしお学園（知的障害・肢体不自由）

### 尾鷲市
- 三重県立特別支援学校東紀州くろしお学園おわせ分校（知的障害・肢体不自由）

### 度会郡

#### 玉城町
- 三重県立特別支援学校玉城わかば学園（知的障害）

#### 度会町
- 三重県立度会特別支援学校（肢体不自由）

## 私立特別支援学校
四日市市
- 特別支援学校聖母の家学園（知的障害）

いなべ市
- 特別支援学校聖母の家学園いなべ校

## リンク
- 三重県教育委員会